# Доесі
Доесі (груз. დოესი) — село в Грузії.
За даними перепису населення 2014 року в селі проживає 2323 особи.